# PSR B1913+16
PSR B1913+16 – układ podwójny złożony z pulsara i gwiazdy neutronowej, zwany od nazwisk odkrywców pulsarem Hulse’a-Taylora. Został odkryty w 1974 roku przez Russela Hulse’a i Josepha Taylora podczas przeglądu radiowego wykonywanego w Obserwatorium Arecibo. Położony jest w gwiazdozbiorze Orła w odległości ok. 21 tys. lat świetlnych.
Dzięki dokładnym obserwacjom prowadzonym przez szereg lat wyznaczone zostało tempo zacieśniania się orbity układu, które okazało się doskonale zgodne z przewidywaniami ogólnej teorii względności. W 1993 roku odkrywcy układu otrzymali za swe osiągnięcie nagrodę Nobla.
W układzie PSR B1913+16 składnik B jest pulsarem milisekundowym, którego okres rotacji wynosi 59 ms. Pulsy są modulowane z okresem orbitalnym 7,75 godziny na skutek obecności towarzysza. Gwiazdy obiegają wspólny środek masy po bardzo ciasnych, eliptycznych orbitach o mimośrodzie e = 0,6. Ich minimalna separacja w perycentrum to jedynie 1,1 promienia Słońca, zaś w apocentrum składniki oddalone są o 4,8 promieni Słońca. Wskutek relatywistycznej precesji orbity perycentrum zmienia swoje położenie i przesuwa się o 4,2 stopnia na rok. Okres orbitalny układu skraca się w tempie 0,0000765 sekundy na rok, a orbita zacieśnia się o 3,5 metra na rok. Zacieśnianie się orbity jest potwierdzeniem faktu, że energia i moment pędu unoszone są z układu w wyniku emisji fal grawitacyjnych.
Połączenie się obu składników układu w jedną całość nastąpi za około 300 milionów lat.